# Andre Drummond
Pour les articles homonymes, voir Andre et Drummond.
Andre Jamal Drummond, né le 10 août 1993 à Mount Vernon dans l'État de New York (États-Unis), est un joueur américain de basket-ball mesurant 2,08 m et évoluant au poste de pivot.
Maladroit aux lancers francs en début de carrière, il fut fréquemment ciblé par les entraîneurs dans la stratégie dite du hack-a-player, avant de s'améliorer pour contrer ladite tactique.

## Biographie

### Carrière universitaire
Durant ses années au lycée St. Thomas More de Oakdale (Connecticut), Andre Drummond remporte le championnat national mais aussi en 2010 le championnat du monde des 17 ans et moins.
À l'issue de la saison 2010-2011, il figure parmi les lycéens les plus prometteurs.
Andre Drummond décide de rejoindre l'université. Beaucoup de recruteurs sont à l'affût, car sa grande taille en fait un joueur recherché. Il a le choix entre plusieurs universités, Kentucky, Louisville, Georgetown et West Virginia, mais il rejoint finalement l'université du Connecticut fraichement sacrée championne NCAA 2011.
Sa première année est moyenne, aussi bien côté statistiques — dix points, 7,6 rebonds et 2,7 contres en 28 min 4 s — que d'un point de vue collectif : les Huskies sont éliminés dès le premier tour du championnat NCAA, match durant lequel Drummond se contente de seulement deux points, trois rebonds et quatre contres en 26 minutes. Alors que de nombreux observateurs l'annonçaient dans les trois premiers choix de la draft, sa cote descend rapidement ; sa participation à la Draft 2012 de la NBA est en partie due à sa grande taille.
Prévu parmi les dix premiers choix, Drummond est sélectionné à la 9e position de la Draft par les Pistons de Détroit, et signe un contrat le 10 juillet 2012.

### Carrière NBA

#### Pistons de Détroit (2012-2020)

##### Saison 2012-2013
Le joueur joue soixante matchs durant sa première saison en NBA, dont dix en tant que titulaire. Il affiche en fin de saison des statistiques de 7,9 points, 7,6 rebonds, 0,5 passe décisive, 1,6 contre, une interception, pour 20,7 minutes de jeu par match.
Il passe à deux reprises la barre des vingt points face au Thunder d'Oklahoma City le 9 novembre 2012 (22 points, huit rebonds) et aux Cavaliers de Cleveland le 10 avril 2013 (29 points, onze rebonds).
Il est élu dans la All-Rookie 2nd team pour la saison 2012-2013.

##### Saison 2013-2014
Pour sa deuxième saison, durant les 52 premiers matchs qu'il débutera tous dans le cinq majeur, Andre Drummond augmente significativement ses statistiques en points et rebonds : 13,1 points, 13 rebonds, 0,5 passe décisive, 1,9 contre, 1,3 interception, pour 32,4 minutes de présence sur le parquet par match. À 17 reprises, il prend plus de quinze rebonds par match, atteint à quatre reprises les cinq contres par match et à trois reprises les dix rebonds offensifs.
Le 1er décembre, il passe pour la première fois en NBA la barre des trente points face aux 76ers de Philadelphie (31 points, 19 rebonds, six interceptions, deux contres).
Ses bonnes performances lui permettent d'être sélectionné pour le Rising Stars Challenge lors du NBA All-Star Game 2014. Il termine MVP du match avec 30 points, 25 rebonds (ses huit coéquipiers n'en prendront que 27), une passe décisive, un contre, une interception. Le 3 mars 2014, lors de la victoire des siens contre les Knicks de New York, il capte 26 rebonds (dont 19 défensifs) et établit son record en carrière.

##### Saison 2014-2015
Le 11 mars 2015, il termine le match avec 22 points et 25 rebonds (record de la saison) lors de la défaite des siens 98 à 105 contre les Warriors de Golden State. C'est le quatrième match de Drummond avec au moins vingt points et vingt rebonds sur les deux dernières saisons, ce qui fait de lui le joueur ayant réalisé le plus de 20-20 sur une période de deux ans. Le 29 mars, il bat son record de points en carrière avec 32 unités lors de la défaite des Pistons 102 à 109 contre le Heat de Miami.

##### Saison 2015-2016
Le 30 octobre 2015, contre les Bulls de Chicago, il inscrit vingt points et vingt rebonds. Il réalise trois double-double sur les trois premiers matches de la saison 2015-2016 des Pistons, permettant à son équipe de commencer la saison avec un bilan de trois victoires et aucune défaite pour la première fois depuis la saison NBA 2008-2009. Il devient le premier joueur des Pistons à réaliser trois double-double consécutifs pour commencer la saison depuis Ben Wallace en 2004-2005. Il est nommé meilleur jouer de la conférence Est de la première semaine de la saison, allant jusqu'au 1er novembre, et devient le premier Piston à recevoir cette récompense depuis Rodney Stuckey en décembre 2009. Durant cette semaine, il a des moyennes de 18,7 points, 16,3 rebonds et 2,0 contres par match.
Le 3 novembre, Drummond marque 25 points et prend 29 rebonds, son record en carrière, lors de la défaite chez les Pacers de l'Indiana, devenant le premier Piston à réaliser deux matches consécutifs à plus de vingt points et vingt rebonds, depuis 1985. Le 8 novembre, il marque 29 points et prend 27 rebonds lors de la victoire contre les Trail Blazers de Portland. Il rejoint Kareem Abdul-Jabbar et Wilt Chamberlain parmi les joueurs qui ont réalisé trois matches à plus de vingt unités dans deux des catégories de statistiques principales sur les six premiers matches de la saison.
Le 9 novembre, Drummond est de nouveau nommé joueur de la conférence Est de la semaine du 2 novembre au 8 novembre, devenant le premier Piston à gagner ce trophée deux fois consécutivement, et le premier joueur à le remporter sur les deux premières semaines de la saison depuis LeBron James en 2011-2012 avec le Heat de Miami. Le 21 novembre, la série de double-double consécutif de Drummond s'arrête à onze, elle avait commencé dès le premier match de la saison. C'est la plus longue série de double-double par un joueur des Pistons depuis Dave DeBusschere qui avait réalisé treize double-double en 1966-1967. Le 18 décembre, Drummond prend 21 rebonds et marque 33 points, son record en carrière, lors de la victoire après quatre prolongations 147 à 144 contre les Bulls. Il devient le premier joueur des Pistons avec au moins trente points et vingt rebonds sur un match depuis Dennis Rodman en 1990-1991.
Le 20 janvier 2016, Drummond établit le record NBA du plus grand nombre de lancers-francs ratés dans un match avec 23, dépassant le précédent record de 22 réalisé par Wilt Chamberlain le 1er décembre 1967. Il bat également son record et celui des Pistons du nombre de lancers-francs tentés avec 36 tirs. Le 28 janvier, Drummond reçoit sa première sélection au NBA All-Star Game parmi les remplaçants de la conférence Est au NBA All-Star Game 2016. Durant le All-Star Weekend, il participe également au Slam Dunk Contest mais ses dunks sont insuffisants pour qu'il aille au second tour. Le 27 février, il réalise son 50e double-double de la saison avec quinze points et 17 rebonds lors de la victoire 102 à 91 contre les Bucks de Milwaukee. Le 2 mars, il marque neuf points et prend quatorze rebonds contre les Spurs de San Antonio, mettant un terme à la plus longue série de double-double de la saison avec treize. Le 23 mars, il marque trente points (à quatorze sur vingt aux tirs) et prend quatorze rebonds lors de la victoire contre le Magic d'Orlando.
Les Pistons terminent la saison régulière à la huitième place de la conférence Est avec un bilan de 44 victoires et 38 défaites, participant ainsi aux Playoffs NBA pour la première fois depuis 2009. Toutefois, comme en 2009, les Pistons se font sweeper, en perdant quatre matches et en n'en gagnant aucun, au premier tour contre les Cavaliers de Cleveland.

##### Saison 2016-2017
Le 1er juillet 2016, il prolonge son contrat avec les Pistons en signant un contrat de 130 millions de dollars sur cinq ans.

#### Cavaliers de Cleveland (2020-2021)

##### Saison 2019-2020
Le 6 février 2020, il est envoyé aux Cavaliers en échange de Brandon Knight, John Henson et un choix de draft de second tour.

##### Saison 2020-2021
Drummond est coupé par les Cavaliers le 26 mars 2021.

#### Lakers de Los Angeles (2021)
Le 28 mars 2021, il s'engage avec les Lakers de Los Angeles.

#### 76ers de Philadelphie (2021-2022)
En août 2021, il s'engage pour une saison avec les 76ers de Philadelphie.

#### Nets de Brooklyn (2022)
En février 2022, il est envoyé aux Nets de Brooklyn avec Ben Simmons et Seth Curry contre James Harden et Paul Millsap.

#### Bulls de Chicago (2022-2024)
Agent libre à l'été 2022, il signe un contrat de deux ans et 6,6 millions de dollars avec les Bulls.

#### 76ers de Philadelphie (depuis 2024)
Début juillet 2024, il signe son retour à Philadelphie en paraphant un contrat de 2 ans et 10 millions de dollars.

## Palmarès

### Sélection nationale
- Médaillé d'or au championnat du monde des moins de 17 ans 2010.
- Médaillé d'or à la coupe du monde 2014 en Espagne.

### Distinctions personnelles
- Deux sélections au All Star-Game en 2016 et 2018 (en remplaçant John Wall).
- Joueur ayant pris le plus de rebonds offensifs sur une saison en 2013-2014 (440).
- Joueur ayant fait le plus de matchs à plus de vingt rebonds avant 22 ans (17 matchs).

## Statistiques

### Universitaires
Les statistiques d'Andre Drummond en matchs universitaires sont les suivantes :
| saison    | Club        | J  | D  | Min  | 2pts (%) | 3pts (%) | LF (%) | O    | D    | TRB  | Pd   | Int  | C    | BP   | F    | T   | Moy.  |
| --------- | ----------- | -- | -- | ---- | -------- | -------- | ------ | ---- | ---- | ---- | ---- | ---- | ---- | ---- | ---- | --- | ----- |
| 2011-2012 | Connecticut | 34 | 29 | 28,5 | 53,8     | 0,0      | 29,5   | 3,35 | 4,21 | 7,56 | 0,44 | 0,82 | 2,71 | 1,53 | 2,21 | 340 | 10,00 |
| Total     | Total       | 34 | 29 | 28,5 | 53,8     | 0,0      | 29,5   | 3,35 | 4,21 | 7,56 | 0,44 | 0,82 | 2,71 | 1,53 | 2,21 | 340 | 10,00 |

### Professionnelles
Légende :
| Leader de la ligue |

gras = ses meilleures performances
| saison        | Club          | J   | D   | Min  | 2pts (%) | 3pts (%) | LF (%) | O    | D     | TRB   | Pd   | Int  | C    | BP   | F    | T     | Moy.  |
| ------------- | ------------- | --- | --- | ---- | -------- | -------- | ------ | ---- | ----- | ----- | ---- | ---- | ---- | ---- | ---- | ----- | ----- |
| 2012-2013     | Détroit       | 60  | 10  | 20,7 | 60,8     | 50,0     | 37,1   | 2,82 | 4,80  | 7,62  | 0,50 | 0,98 | 1,58 | 0,95 | 2,40 | 476   | 7,93  |
| 2013-2014     | Détroit       | 81  | 81  | 32,3 | 62,3     | 0,0      | 41,8   | 5,43 | 7,79  | 13,22 | 0,43 | 1,25 | 1,62 | 1,36 | 3,37 | 1 095 | 13,52 |
| 2014-2015     | Détroit       | 82  | 82  | 30,5 | 51,4     | 0,0      | 38,9   | 5,33 | 8,13  | 13,49 | 0,67 | 0,89 | 1,87 | 1,46 | 3,48 | 1 130 | 13,78 |
| 2015-2016     | Détroit       | 81  | 81  | 32,9 | 52,1     | 33,3     | 35,5   | 4,88 | 9,91  | 14,79 | 0,83 | 1,47 | 1,38 | 1,91 | 3,02 | 1 314 | 16,22 |
| 2016-2017     | Détroit       | 81  | 81  | 29,7 | 53,0     | 28,6     | 38,6   | 4,26 | 9,51  | 13,77 | 1,11 | 1,53 | 1,10 | 1,88 | 2,93 | 1 103 | 13,64 |
| 2017-2018     | Détroit       | 78  | 78  | 33,7 | 52,9     | 0,0      | 60,5   | 5,12 | 10,87 | 15,99 | 3,04 | 1,46 | 1,63 | 2,56 | 3,21 | 1 171 | 15,01 |
| 2018-2019     | Détroit       | 79  | 79  | 33,5 | 53,3     | 13,2     | 59,0   | 5,35 | 10,24 | 15,59 | 1,42 | 1,72 | 1,75 | 2,22 | 3,44 | 1 370 | 17,34 |
| 2019-2020     | Détroit       | 49  | 48  | 33,8 | 53,0     | 4,8      | 58,4   | 4,61 | 11,20 | 15,82 | 2,82 | 1,98 | 1,67 | 3,55 | 3,59 | 870   | 17,76 |
| 2019-2020     | Cleveland     | 8   | 8   | 28,1 | 55,2     | 28,6     | 51,3   | 3,00 | 8,12  | 11,12 | 1,75 | 1,50 | 1,38 | 3,62 | 3,12 | 140   | 17,50 |
| Total         | Total         | 599 | 548 | 31,0 | 54,2     | 14,6     | 46,1   | 4,77 | 9,07  | 13,84 | 1,30 | 1,39 | 1,57 | 1,96 | 3,18 | 8 671 | 14,48 |
| All-Star Game | All-Star Game | 2   | 0   | 17,9 | 83,3     | 0,0      | 0,0    | 3,00 | 5,00  | 8,00  | 0,00 | 1,00 | 0,50 | 1,00 | 1,50 | 30    | 15,00 |

| saison | Club    | J | D | Min  | 2pts (%) | 3pts (%) | LF (%) | O    | D    | TRB   | Pd   | Int  | C    | BP   | F    | T   | Moy.  |
| ------ | ------- | - | - | ---- | -------- | -------- | ------ | ---- | ---- | ----- | ---- | ---- | ---- | ---- | ---- | --- | ----- |
| 2016   | Détroit | 4 | 4 | 32,9 | 51,9     | 0,0      | 32,4   | 3,00 | 6,00 | 9,00  | 0,00 | 0,25 | 1,50 | 1,00 | 2,00 | 67  | 16,75 |
| 2019   | Détroit | 4 | 4 | 31,8 | 44,4     | 0,0      | 42,9   | 5,00 | 8,00 | 13,00 | 2,25 | 1,50 | 1,25 | 2,75 | 4,25 | 57  | 14,25 |
| Total  | Total   | 8 | 8 | 32,3 | 48,1     | 0,0      | 36,4   | 4,00 | 7,00 | 11,00 | 1,12 | 0,88 | 1,38 | 1,88 | 3,12 | 124 | 15,50 |

Mise à jour le 16 octobre 2020

## Records sur une rencontre en NBA
Les records personnels d'Andre Drummond en NBA sont les suivants, :
| Type de statistique        | Saison régulière | Saison régulière           | Saison régulière | Playoffs | Playoffs                 | Playoffs      |
| Type de statistique        | Record           | Adversaire                 | Date             | Record   | Adversaire               | Date          |
| -------------------------- | ---------------- | -------------------------- | ---------------- | -------- | ------------------------ | ------------- |
| Points                     | 33               | 2 fois                     | 2 fois           | 20       | @ Cavaliers de Cleveland | 20 avril 2016 |
| Paniers marqués            | 14               | 5 fois                     | 5 fois           | 8        | 3 fois                   | 3 fois        |
| Paniers tentés             | 25               | @ Bulls de Chicago         | 18 décembre 2015 | 16       | Bucks de Milwaukee       | 22 avril 2019 |
| Paniers à 3 points réussis | 2                | 2 fois                     | 2 fois           | -        | -                        | -             |
| Paniers à 3 points tentés  | 4                | Heat de Miami              | 24 février 2020  | 1        | 2 fois                   | 2 fois        |
| Lancers francs réussis     | 14               | Bucks de Milwaukee         | 3 novembre 2017  | 5        | Cavaliers de Cleveland   | 24 avril 2016 |
| Lancers francs tentés      | 36               | @ Rockets de Houston       | 20 janvier 2016  | 16       | @ Cavaliers de Cleveland | 20 avril 2016 |
| Rebonds offensifs          | 15               | @ Warriors de Golden State | 11 mars 2015     | 8        | Bucks de Milwaukee       | 20 avril 2019 |
| Rebonds défensifs          | 21               | @ Bulls de Chicago         | 8 mars 2019      | 12       | @ Bucks de Milwaukee     | 17 avril 2019 |
| Rebonds totaux             | 29               | Pacers de l'Indiana        | 3 novembre 2015  | 16       | @ Bucks de Milwaukee     | 17 avril 2019 |
| Passes décisives           | 8                | 3 fois                     | 3 fois           | 3        | Bucks de Milwaukee       | 22 avril 2019 |
| Interceptions              | 6                | 3 fois                     | 3 fois           | 4        | Bucks de Milwaukee       | 20 avril 2019 |
| Contres                    | 7                | @ Kings de Sacramento      | 10 janvier 2017  | 3        | Bucks de Milwaukee       | 20 avril 2019 |
| Balles perdues             | 9                | @ Wizards de Washington    | 20 janvier 2020  | 4        | 2 fois                   | 2 fois        |
| Minutes jouées             | 54               | @ Bulls de Chicago         | 18 décembre 2015 | 38       | @ Bucks de Milwaukee     | 17 avril 2019 |

- Double-double : 488 (dont 7 en playoffs)
- Triple-double : 0

Dernière mise à jour : 3 mars 2025

## Salaires
| Année       | Équipe                 | Salaire ($) |
| ----------- | ---------------------- | ----------- |
| 2012-2013   | Pistons de Détroit     | 2 356 320   |
| 2013-2014   | Pistons de Détroit     | 2 462 400   |
| 2014-2015   | Pistons de Détroit     | 2 568 360   |
| 2015-2016   | Pistons de Détroit     | 3 272 091   |
| 2016-2017   | Pistons de Détroit     | 22 116 750  |
| 2017-2018   | Pistons de Détroit     | 23 775 506  |
| 2018-2019   | Pistons de Détroit     | 25 434 263  |
| 2019-2020   | Cavaliers de Cleveland | 27 093 019  |
| 2020-2021   | Cavaliers de Cleveland | 27 957 238  |
| 2020-2021   | Lakers de Los Angeles  | 554 988     |
| 2021-2022   | Nets de Brooklyn       | 2 401 537   |
| 2022-2023   | Bulls de Chicago       | 3 200 000   |
| 2023-2024   | Bulls de Chicago       | 3 360 000   |
| Total Gains | Total Gains            | 146 552 472 |
| 2024-2025   | 76ers de Philadelphie  | 5 000 000   |
| 2025-2026   | 76ers de Philadelphie  | 5 000 000   |

## Vie privée
Il a été en couple avec l’actrice Jennette McCurdy connue pour jouer Sam Puckett dans ICarly et Sam et Cat.

## Pour approfondir